# Danssport op de Aziatische Indoorspelen 2007
Dansen is een van de sporten die werden beoefend tijdens de Aziatische Indoorspelen 2007 in Macau. De sport stond voor de tweede keer op het programma.

## Latijns-Amerikaanse dans
| Onderdeel   | Goud                                  | Land       | Zilver                                | Land       | Brons                                     | Land     |
| ----------- | ------------------------------------- | ---------- | ------------------------------------- | ---------- | ----------------------------------------- | -------- |
| Vijf dansen | Masaki Seko en Chiaki Seko            | Japan      | Boris Maltsev en Zarina Shamsutdinova | Kazachstan | Wang Wei en Chen Jin                      | China    |
| Chachacha   | Boris Maltsev en Zarina Shamsutdinova | Kazachstan | Wang Wei en Chen Jin                  | China      | Xie Wenchao en Lai Sha                    | China    |
| Jive        | Masaki Seko en Chiaki Seko            | Japan      | Hou Yao en Zhuang Ting                | China      | Xie Wenchao en Lai Sha                    | China    |
| Paso doble  | Masaki Seko en Chiaki Seko            | Japan      | Boris Maltsev en Zarina Shamsutdinova | Kazachstan | Hou Yinshan en Fu Yue                     | China    |
| Rumba       | Fan Wenbo en Chen Shiyao              | China      | Zhao Yao en Chen Bei                  | China      | Watcharakorn Suasuebpun en Warapa Jumbala | Thailand |
| Samba       | Fan Wenbo en Chen Shiyao              | China      | Hou Yinshan en Fu Yue                 | China      | Yutaka Kubota en Miyuki Kubota            | Japan    |

## Standaarddansen
| Onderdeel    | Goud                                     | Land       | Zilver                                   | Land       | Brons                               | Land  |
| ------------ | ---------------------------------------- | ---------- | ---------------------------------------- | ---------- | ----------------------------------- | ----- |
| Vijf dansen  | Lu Jie en Peng Ding                      | China      | Yevgeniy Plokhikh en Yelena Klyuchnikova | Kazachstan | Kazuki Sugaya en Ikuyo Ozaki        | Japan |
| Quickstep    | Masayuki Ishihara en Ayama Kubo          | Japan      | Dang Qi en Niu Jia                       | China      | Li Sicheng en Zhou Manni            | China |
| Slowfox      | Wu Zhian en Zheng Cen                    | China      | Masayuki Ishihara en Ayama Kubo          | Japan      | Shen Hong en Liang Yujie            | China |
| Tango        | Shen Hong en Liang Yujie                 | China      | Masayuki Ishihara en Ayama Kubo          | Japan      | Li Sicheng en Zhou Manni            | China |
| Weense wals  | Yevgeniy Plokhikh en Yelena Klyuchnikova | Kazachstan | Lu Jie en Peng Ding                      | China      | Tsuyoshi Nukina en Mariko Shibahara | Japan |
| Engelse wals | Wu Zhian en Zheng Cen                    | China      | Dang Qi en Niu Jia                       | China      | Kazuki Sugaya en Ikuyo Ozaki        | Japan |